# Горбок, Сергей Валерьевич
Серге́й Вале́рьевич Горбо́к (бел. Сярге́й Вале́р’евіч Гарбо́к; род. 4 декабря 1982 года, Минск) — белорусский и российский гандболист, мастер спорта международного класса; тренер. За карьеру выступал за клубы Белоруссии, Украины, Словении, Германии, России, Македонии и Венгрии — становился чемпионом шести стран.

## Биография

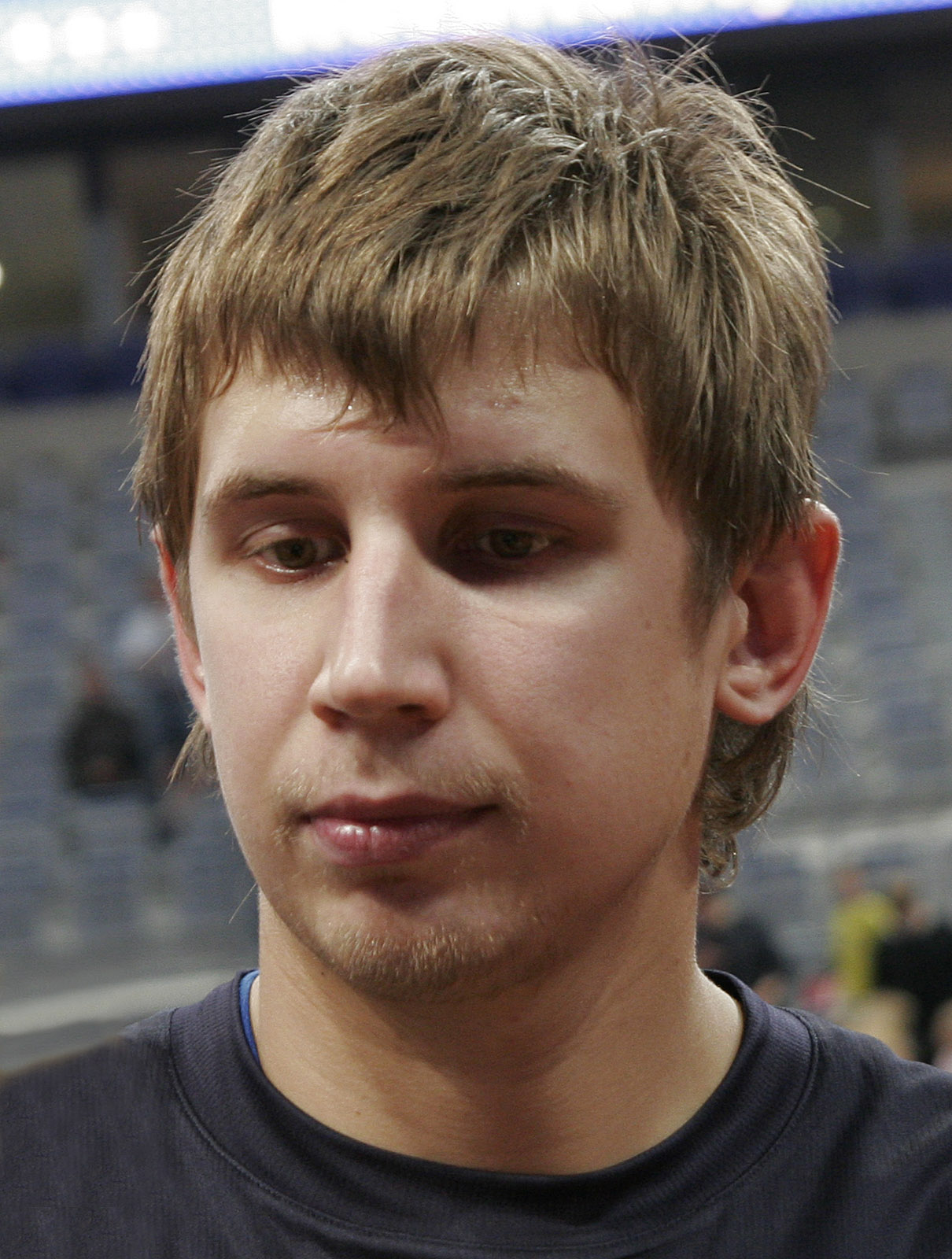

Сергей Горбок начинал заниматься гандболом в Минске под руководством тренера Николая Владимировича Жука. В начале спортивной карьеры выступал за «Аркатрон», в составе которого в 2003 году выиграл чемпионат Белоруссии и занял второе место в списке лучших бомбардиров турнира, забросив за сезон 259 мячей.
С 2003 по 2005 год выступал за украинский ЗТР, в июне 2005 года подписал контракт со словенским «Целе». В этой команде он заменил своего соотечественника Сергея Рутенко, отправившегося играть в Испанию. В розыгрыше Лиги чемпионов 2006/07 вошёл в десятку лучших бомбардиров (60 голов в 8 матчах), благодаря чему стал объектом интереса со стороны ведущих европейских клубов и в итоге в июле 2007 года принял предложение работавшего в Германии белорусского тренера Юрия Шевцова о переходе в «Райн-Неккар Лёвен».
Первый матч в составе национальной сборной Белоруссии Сергей Горбок провёл 28 декабря 2001 года, всего сыграл за неё в 42 матчах и забил 193 мяча. В 2006 году объявил о прекращении выступлений за белорусскую команду и намерении принять российское гражданство, но 6 июня 2007 года после личной беседы с председателем Белорусской федерации гандбола Владимиром Коноплёвым изменил своё решение и уже 9 июня в Бресте сыграл за сборную Белоруссии в матче плей-офф отборочного турнира чемпионата Европы-2008 против команды Швейцарии. Обыграв швейцарцев по сумме двух матчей, белорусские гандболисты впервые с 1994 года стали участниками финального турнира чемпионата Европы.
Последний раз за сборную Белоруссии Сергей Горбок, являвшийся её капитаном, сыграл 21 марта 2009 года в рамках отборочного турнира чемпионата Европы-2010 против Болгарии, после чего не приезжал в национальную команду из-за травмы и операции, а в конце 2009 года известил об отказе играть за сборную на квалификационном турнире чемпионата мира в связи с семейными обстоятельствами (за год до этого Сергей Горбок стал отцом девочек-близнецов Сары, Даниэлы и Евы). Интересами семьи также было вызвано подписание в феврале 2010 года контракта с российским клубом «Чеховские медведи».
В июне 2011 года Сергей Горбок впервые был вызван на учебно-тренировочный сбор национальной команды России, а в марте 2012 года по истечении трёхлетнего срока со времени последнего матча за сборную Белоруссии получил право выступать за российскую команду в официальных турнирах. В январе 2013 года был участником чемпионата мира в Испании, на котором сборная России заняла 7-е место. В дальнейшем принимал участие ещё на двух чемпионатах мира (2015, 2017) и двух чемпионатах Европы (2014, 2016).
В июле 2013 года в связи с финансовыми проблемами «Чеховских медведей» вернулся в немецкий клуб «Райн-Неккар Лёвен». С 2014 года Сергей Горбок выступал за македонский «Вардар», в 2016 году перешёл в венгерский «Пик» из Сегеда.
Летом 2022 года возглавил клуб «Виктор». В сезоне-2022/23 клуб занял 4-е место в чемпионате страны, уступил в Суперкубке России «Чеховским медведям» и вылетел в 1/4 финала Кубка России. В мае 2023 года Горбок покинул команду.

## Достижения
- Чемпион Белоруссии (2002/03).
- Чемпион Украины (2003/04, 2004/05).
- Чемпион Словении (2005/06, 2006/07), обладатель Кубка Словении (2006).
- Серебряный (2013/14) и бронзовый (2008/09) призёр чемпионата Германии, финалист Кубка Германии (2009/10).
- Чемпион России (2010/11, 2011/12, 2012/13), обладатель Кубка России (2011, 2012, 2013).
- Чемпион Македонии (2014/15, 2015/16), обладатель Кубка Македонии (2015, 2016).
- Чемпион Венгрии (2017/18), серебряный призёр чемпионата Венгрии (2016/17), финалист Кубка Венгрии (2016/17, 2017/18).
- Обладатель Кубка Лиги Чемпионов ЕГФ (2018/2019)
- Финалист Кубка Кубков (2007/08).

## Статистика
| Сезон                | Клуб              | Лига       | Матчи | Голы | 7-метр | Голы |
| -------------------- | ----------------- | ---------- | ----- | ---- | ------ | ---- |
| 2007/08              | Райн-Неккар Лёвен | Бундеслига | 32    | 111  | 0      | 111  |
| 2008/09              | Райн-Неккар Лёвен | Бундеслига | 21    | 44   | 0      | 44   |
| 2009/10              | Райн-Неккар Лёвен | Бундеслига | 24    | 43   | 0      | 43   |
| 2013/14              | Райн-Неккар Лёвен | Бундеслига | 30    | 62   | 0      | 62   |
| 2007–2010, 2013–2014 | Итого             | Бундеслига | 107   | 260  | 0      | 260  |